# 紅帶斑粉蝶
紅帶斑粉蝶（Red-banded Jezebel，學名：Delias mysis），是屬於粉蝶科粉蝶亞科的一種蝴蝶，是斑粉蝶屬的一種。分佈於新畿內亞和澳大利亞。雄蝶展翅寬57毫米，雌蝶寬56毫米。

## 習性
成蟲全年活躍，最大量出現於4-5月（即是南半球的濕季季末）的高地和冬季時的低地。經常在樹冠層高飛，又會飛近地面吸食花蜜。在較熱的天氣中也會飛到地面上受陰影遮擋的樹葉上歇息。一年多代，幼蟲的寄主為多種五蕊寄生和桑寄生植物（Dendrophthoe）。

## 生境
生活於沿海的千層樹澤地和紅樹林、高地雨林、低地雨林邊緣和帶狀林。

## 亞種

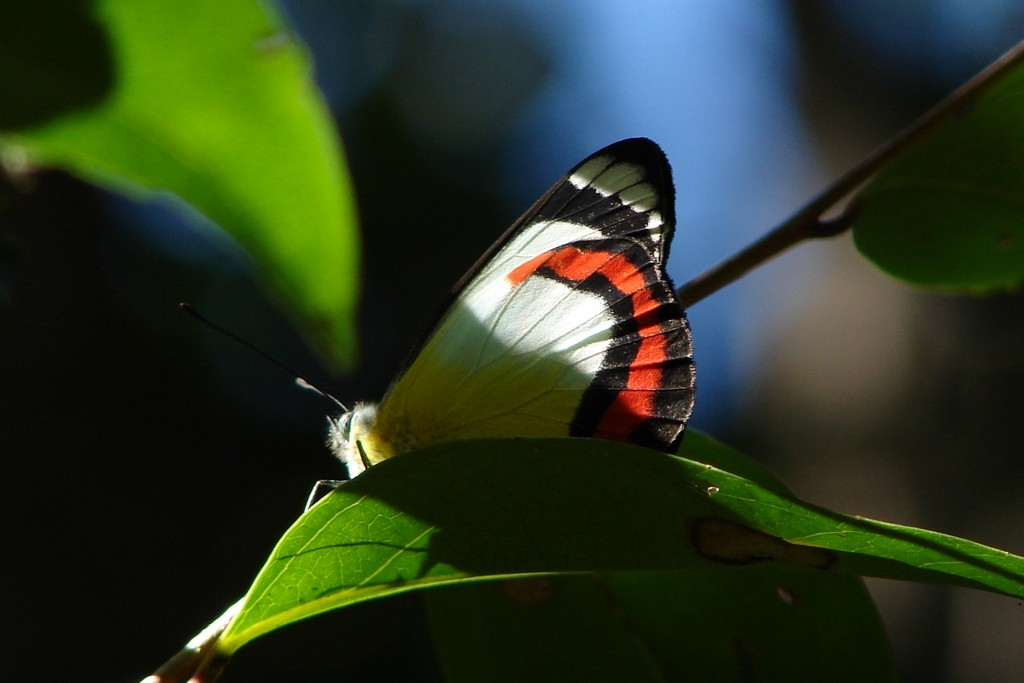
在樹陰歇息的紅帶斑粉蝶

- D. m. mysis（指名亞種）－分佈於澳洲庫克敦至麥凱
- D. m. aestiva Butler, 1897 －分佈於達爾文
- D. m. waterhousei Talbot, 1937 －分佈於約克角半島克勞迪奧河（ Claudie River）
- D. m. nemea Fruhstorfer, 1910 －分佈於西巴布亞西南部
- D. m. aruensis Mitis, 1893 －分佈於印尼阿魯群島
- D. m. onca Fruhstorfer, 1910 －分佈於巴布亞新幾內亞米爾恩灣至托利斯海峽
- D. m. adelphoe Talbot －分佈於新畿內亞（Yule Island）
- D. m. rosselliana Rothschild, 1915 －分佈於羅塞爾島和米西馬島
- D. m. goodenovii Rothschild, 1915 －分佈於古迪納夫島和弗格森島

## 腳註
1. ↑  Braby, Michael F. . CSIRO Publishing. 2004: 174. ISBN 0643090274.
2. ↑  D'Abrera, 1977 Butterflies of the Australian Region (2nd edn) Butts. Aust. Region: 1-416

## 外部連結
- 维基共享资源上的相關多媒體資源：紅帶斑粉蝶
- 維基物種上的相關：紅帶斑粉蝶
- Delias mysis - Catalogue of Life （英文）
- Delias mysis （页面存档备份，存于） - funet.fi